# Wavetable-synthese

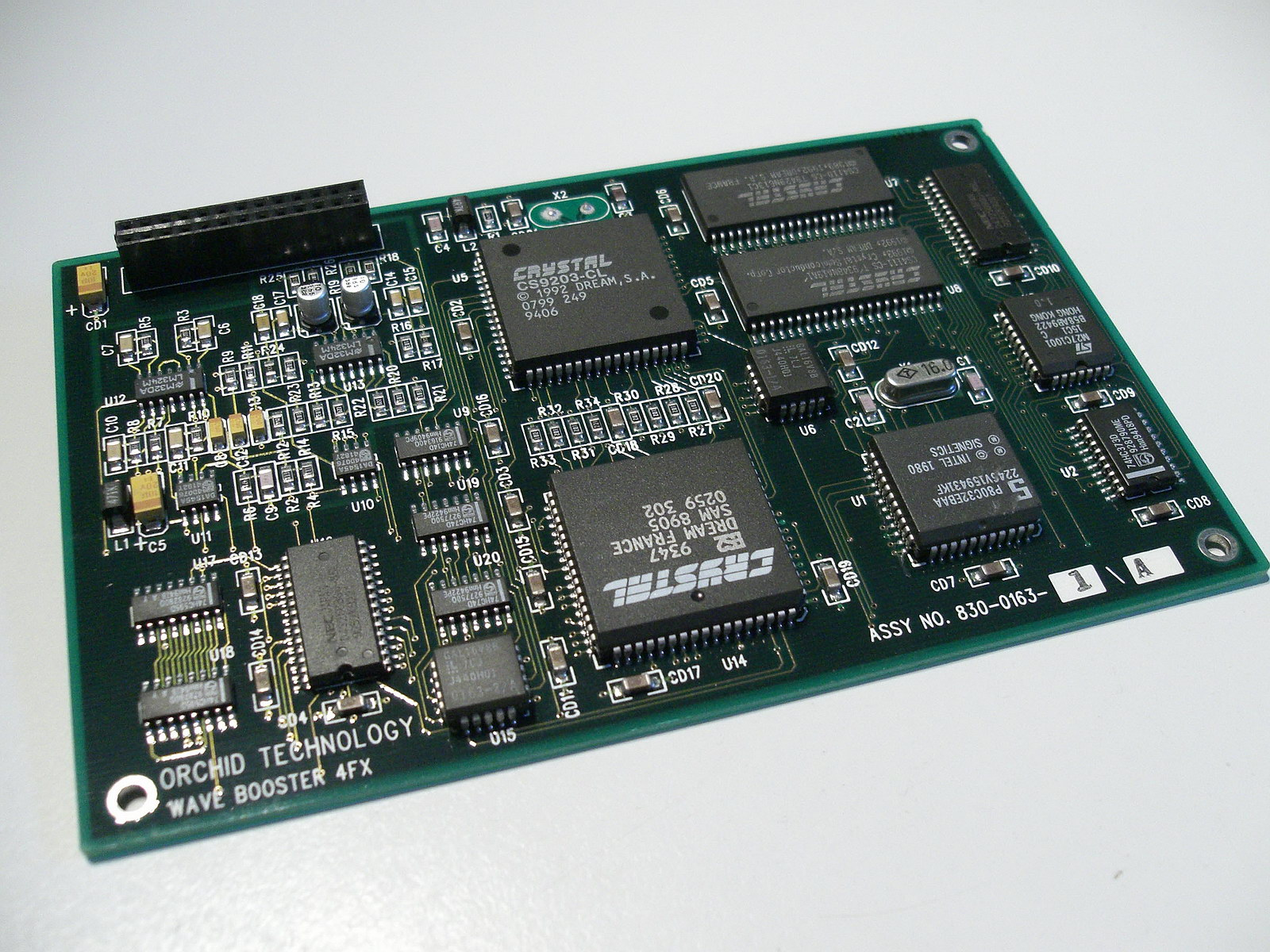
Een wavetable-insteekkaart voor de SoundBlaster 16.

Een wavetable is een lijst van waardes die gezien worden als een golfvorm en dient op een synthesizer als geluidsbron voor een oscillator. Er zijn meerdere van deze lijsten met waardes aanwezig die elk een golfvorm voorstellen. Iedere golfvorm heeft zijn eigen klankkleur. Bij wavetable-synthese worden de waardes uit de wavetable van een golfvorm gemorpht naar de wavetable van een andere golfvorm. Dit resulteert in een beweeglijke klank. Deze overgangen worden veelal gerealiseerd door envelopes, LFO's en manuele controllers. Een uitbreiding van deze techniek waarbij er meerdere lijsten van vele wavetables beschikbaar zijn werd geïntroduceerd door PPG. Hierbij zijn de wavetables uit een enkele lijst vaak harmonisch gerelateerd waardoor het morphen tussen die wavetables met minder vervorming verloopt.
Een van de bekendste synthesizers waarbij de werking op wavetables berust is de  PPG Wave, waar tegenwoordig ook een softwareversie van te krijgen is door Waldorf Music
De term is ook gebruikt door Creative in verband met hun geluidskaarten. De werking van die geluidskaarten had echter niks te maken met wavetable-synthese, maar was in feite een gangbare vorm van sampling. Creative gebruikte de benaming dus voor marketingdoeleinden.
FM · 
Wavetable · 
Additief · 
Subtractief · 
Phase Distortion · 
Fasemodulatie · 
Physical modelling · 
Virtueel analoog · 
Formant · 
Sample-gebaseerd · 
Granulair